# Shangcheng, Guangdong
Shangcheng är ett stadsdelsdistrikt i sydöstra Kina. Det ligger i stadsdistriktet Yuancheng i staden Heyuan i provinsen Guangdong, omkring 160 kilometer nordost om provinshuvudstaden Guangzhou. Antalet invånare är 46 061. Befolkningen består av 22 615 kvinnor och 23 446 män. Barn under 15 år utgör 18,0 %, vuxna 15-64 år 73 %, och äldre över 65 år 8,0 %.